# شاه‌مرغ‌سانیان
شاه‌مرغ‌سانیان (نام علمی: Tyranni) یا پرندگان نیمه‌آوازخوان (Suboscines)، نام یک کلاد از راسته گنجشک‌سانان است.